# Saved from the Titanic
Pour plus de détails, voir Fiche technique et Distribution.
Saved from the Titanic (Rescapée du Titanic) est un film muet américain, aujourd'hui disparu, réalisé par Étienne Arnaud sorti le 14 mai 1912. C'est le premier film à raconter l'histoire du Titanic (sorti seulement un mois après le naufrage). L'héroïne, Miss Dorothy est incarnée par Dorothy Gibson, qui se trouvait réellement à bord du paquebot. Le film est également sorti au Royaume-Uni deux mois plus tard (25 juillet 1912), sous le titre A survivor of the Titanic. Il a disparu dans l'incendie des studios Éclair en mars 1914.

## Synopsis

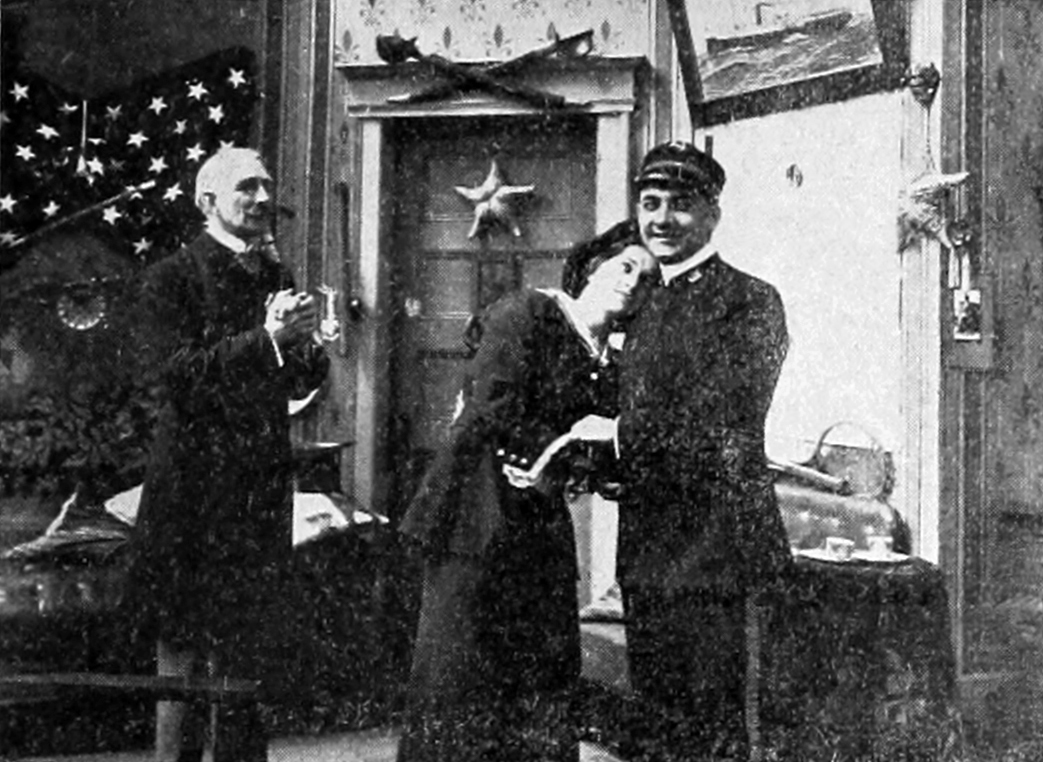
Dorothy Gibson dans une scène du film.

Une jeune femme, Miss Dorothy Gibson, relate à ses parents et à son fiancé, un marin, son aventure à bord du Titanic lors de son naufrage. Le naufrage est représenté au travers de flashbacks, de façon très romancée. Finalement, son père accepte son mariage.

## Fiche technique
- Titre original : Saved from the Titanic
- Titre britannique : A survivor to the Titanic
- Réalisation : Étienne Arnaud
- Pays d'origine :  États-Unis
- Langue : anglais
- Format : Noir et blanc
- Durée : 10 minutes
- Sortie : 
  -  États-Unis : 14 mai 1912
  -  Royaume-Uni : 25 juillet 1912

## Distribution
- Dorothy Gibson : Miss Dorothy
- Alec B. Francis : père
- Julia Stuart : mère
- John J. Adolfi : Jack
- William R. Dunn : Ami de Jack
- Guy Olivier : Ami de Jack

## Genèse du film
Dorothy Gibson a voyagé à bord du Titanic et survécu à son naufrage le 15 avril 1912. Son fiancé, Jules Brulatour, président de la compagnie Éclair, lui a ensuite demandé de reproduire son expérience au cours du naufrage pour un film. Bien que réticente à l'idée de revivre si tôt l'expérience du naufrage, l'actrice accepte de tourner le film.
La réalisation a été confiée au réalisateur français Étienne Arnaud (bien que d'après le site IMDB, cette information n'a pas pu être confirmée).
Pour les besoins du film, le départ du navire est une image du départ de l’Olympic. Gibson porte la robe qu'elle portait lors du naufrage, et le tournage s'effectue en grande partie dans le port de New York. Finalement, le tournage ne dure qu'une semaine.
Le film sort en avant-première le 11 mai, puis le 14 mai 1912, soit un mois après le naufrage. Il sort au Royaume-Uni sous le titre A Survivor to the Titanic le 25 juillet 1912. Trois mois plus tard, un autre film sort sur le sujet : In Nacht und Eis.
Les bandes du film disparaissent finalement dans l'incendie qui touche l'usine des laboratoires des studios Éclair à Fort Lee, le 19 mars 1914.